# Hoodia currorii
Hoodia currorii är en oleanderväxtart. Hoodia currorii ingår i släktet Hoodia och familjen oleanderväxter.

## Underarter
Arten delas in i följande underarter:
- H. c. currorii
- H. c. lugardii